# Törös Annelies
Törös Annelies (Antwerpen, 1995. március 6. –) magyar-belga modell, szépségkirálynő, elnyerte a 2015-ös Miss Belgium címet. Belgiumot képviselte a Miss Universe 2015 választáson és a tizenegyedik helyen végzett.

## Korábbi életrajz
Antwerpenben született, apja magyar, anyja belga. Két állampolgársággal rendelkezik. Négyéves korától klasszikus balettot tanult.
Nagyanyja Törös-Barat Éva magyar balerina volt. Tizenöt éves korában kezdődött modellkarrierje, miután felfedezték az antwerpeni utcán. Red Bull és Ice Tea reklámfilmeken is szerepelt.
A Miss Antwerpen 2015 cím elnyerése után ő lett Miss Belgium 2015.